# Sneek
Sneek  (in frisone Snits) è una località e un'ex-municipalità dei Paesi Bassi situata nella provincia della Frisia e capoluogo del comune di Súdwest Fryslân, istituito il 1º gennaio 2011, che ha assorbito il precedente comune autonomo.

## Edifici e luoghi d'interesse
- Waterpoort